# Glipa siamemsis
Glipa siamemsis es una especie de coleóptero de la familia Mordellidae.

## Distribución geográfica
Habita en Siam (Asia).